# Vianden
Vianden är en stad och en kommun i kantonen Vianden i nordöstra Luxemburg.